# Sambuor (Svay Teab)
Sambuor es una comuna (khum) del distrito de Svay Teab, en la provincia de Svay Rieng, Camboya. En marzo de 2008 tenía una población estimada de 7028 habitantes.
Se encuentra ubicada al sur del país, en la llanura camboyana que se adentra al delta del Mekong en Vietnam.